# Тамара Тодевска
Тамара Тодевска (на македонска литературна норма: Тамара Тодевска) е поп певица от Северна Македония, известна е и само като Тамара.

## Биография
Родена е в смесен брак, в който баща и е от Северна Македония, а майка и сръбкиня от Херцеговина. Сестра и Тияна Дапчевич е добре известна певица, ползваща се с по-голяма популярност в Сърбия.
Тамара придобива по-голяма популярност на Скопие фест 2007, където се провежда подбора за изпълнител представящ Република Македония на Евровизия. Печели 105 точки, които и отреждат престижното второ място с песента „Кажи кой си ти“.
Следващата 2008 г. е по-успешна за певицата и тя става представителката на страната на международния песенен фестивал Евровизия 2008 в Белград, Сърбия. На самото състезание се представя с англоезичната версия на песента „Во име на любовта“, изпълнявана заедно с младите певци Раде Върчаковски и Адриан Гаджа.

## Дискография
През 2005 г. Тамара издава дебютния си албум „Сино“ (синьо). Албумът съдържа 12 песни.